# Children of the Corn: Revelation
Children of the Corn: Revelation è un film del 2001 diretto da Guy Magar, basato sui personaggi del racconto I figli del grano contenuto nella raccolta A volte ritornano di Stephen King.

## Trama
Jamie, una giovane ragazza, arriva a casa di sua nonna, ma questa è abitata solo da bambini che si rivelano essere fantasmi. Ora Jamie è in pericolo mortale..

## Distribuzione
Il film è uscito il 9 ottobre 2001 in modalità direct-to-video.